# Geisleden
Geisleden est une commune allemande située dans l'arrondissement d'Eichsfeld en Thuringe.

## Géographie

Situation de Geisleden dans l'arrondissement

Geisleden est située dans le centre de l'arrondissement. La ville fait partie de la Communauté d'administration de la Leine et se trouve à 5 km au sud-est de Heilbad Heiligenstadt, le chef-lieu de l'arrondissement.
Communes limitrophes (en commençant par le nord et dans le sens des aiguilles d'une montre) : Bodenrode-Westhausen, Leinefelde-Worbis, Kreuzebra, Heuthen et Heilbad Heiligenstadt.

## Histoire
La première mention écrite du village de Geisleden date de 1022, époque à laquelle il était un village d'Empire.
Geisleden a appartenu à l'Électorat de Mayence jusqu'en 1802 et à son incorporation à la province de Saxe dans le royaume de Prusse.
La commune fut incluse dans la zone d'occupation soviétique après la Seconde Guerre mondiale avant de rejoindre le district d'Erfurt en RDA jusqu'en 1990.

## Démographie
| 1910  | 1933  | 1939  | 1997  | 2000  | 2004  | 2010  |
| ----- | ----- | ----- | ----- | ----- | ----- | ----- |
| 1 228 | 1 251 | 1 277 | 1 191 | 1 176 | 1 144 | 1 034 |